# 네이선 파슨스
네이선 파슨스(영어: Nathan Parsons, 1988년 6월 16일 ~ )는 호주 태생의 미국 배우이다. 애들레이드에서 태어나 미국 콜로라도주와 텍사스주에서 성장했다.

## 출연 작품

### 영화
- 티스 (2007)
- 룸메이트 (2011)
- The Nightmare Nanny (2013)
- #twitterkills (2014) - 단편
- 펫 (2016)
- 연방 보안관: 제임스 맥코드 (2017, Justice)
- 아이 스틸 빌리브 (2020)

### 텔레비전
- 제너럴 호스피털 (2009-12, 2013, 2015, 2020)
- 트루 블러드 (2014)
- 오리지널스 (2014-18)
- 원스 어폰 어 타임 (2017-18)
- 로스웰, 뉴 멕시코 (2019-22)